# Brigantine
Pour l’article homonyme, voir Brigantine (maladie).
Cet article possède un paronyme, voir Brigandine.

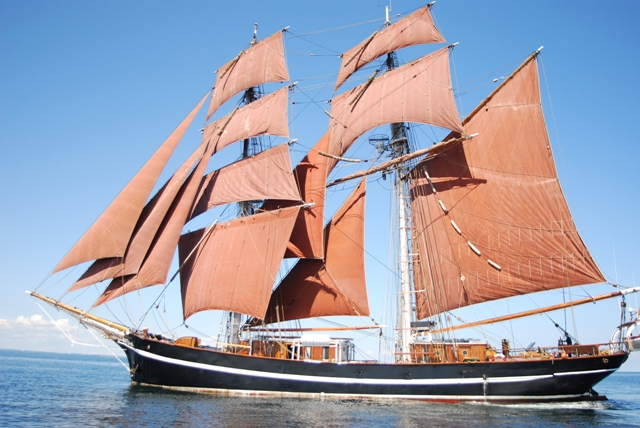
La brigantine est la grande voile basse du mât arrière de lEye of the Wind.

La brigantine (spancer ou spanker ou driver en anglais) est une voile aurique placée sur le mât arrière (mât d'artimon ou grand-mât). Elle peut être volante (rare) ou portée par une bôme avec ou sans corne. La brigantine très répandue sur les vieux gréements est très utile pour la manœuvrabilité du navire.

## Type de gréement disposant d'une brigantine

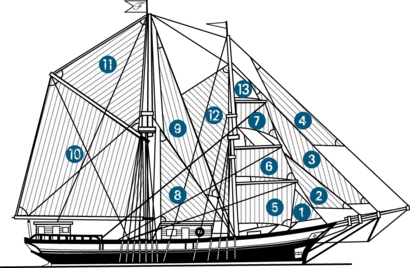
La brigantine correspond à la voile no 10 sur ce brick-goelette

Cette voile est très utile à la navigation, sur les bricks elle se substitue à la grand-voile par vent latéral.
Presque tous les voiliers disposent d'une brigantine, qu'ils soient à voiles carrées ou auriques, notamment les bricks, les goélettes et les brigantins (qui lui doivent leur nom). Elle constitue la grand-voile de ce dernier. Attention au faux ami avec le terme anglais Brigantine qui désigne en français le type de gréement « brigantin » ou un « brick-goélette » selon l'époque.

## Galerie d'images
|  |  |
|  |  |
|  |  |